# تاکهو (ویرجینیا)
تاکهو (به انگلیسی: Tuckahoe) یک منطقهٔ مسکونی در ایالات متحده آمریکا است که در شهرستان هنریکو، ویرجینیا واقع شده‌است. تاکهو ۵۶٫۴ کیلومتر مربع مساحت و ۴۴٬۹۹۰ نفر جمعیت دارد و ۶۶ متر بالاتر از سطح دریا واقع شده‌است.